# Eritreum melakeghebrekristosi
Eritreum melakeghebrekristosi Shoshani et al., 2006 è un mammifero erbivoro estinto, appartenente all'ordine proboscidati. Visse nell'Oligocene superiore (Chattiano), circa 27 milioni di anni fa, e i suoi resti fossili sono stati ritrovati in Eritrea.

## Descrizione
Gli esemplari adulti di Eritreum dovevano pesare quasi mezza tonnellata ed erano alti al garrese circa 1,3 metri; erano quindi molto più piccoli delle specie attuali. I fossili di Eritreum sono i primi a mostrare la caratteristica disposizione orizzontale dei denti, tipica degli elefanti odierni.

## Tassonomia
Questo animale è stato descritto per la prima volta nel 2006, ed è considerato di fondamentale importanza per capire l'evoluzione dei proboscidati. Eritreum è infatti considerato una sorta di anello di congiunzione tra i proboscidati di tipo moderno (Elephantimorpha, tra cui gli elefantidi) e quelli dalla morfologia più arcaica, come Palaeomastodon e Phiomia.